# (22284) 1986 SH
(22284) 1986 SH es un asteroide perteneciente al cinturón de asteroides, región del sistema solar que se encuentra entre las órbitas de Marte y Júpiter.
Fue descubierto el 30 de septiembre de 1986 por Antonín Mrkos desde el Observatorio Kleť.

## Designación y nombre
Designado provisionalmente como 1986 SH.

## Características orbitales
1986 SH está situado a una distancia media del Sol de 2,607 ua, pudiendo alejarse hasta 3,124 ua y acercarse hasta 2,090 ua. Su excentricidad es 0,198 y la inclinación orbital 13,813 grados. Emplea 1537,48 días en completar una órbita alrededor del Sol.
Pertenece a la familia de asteroides de (15) Eunomia.

## Características físicas
La magnitud absoluta de 1986 SH es 14,43. Tiene 3,750 km de diámetro y su albedo se estima en 0,199.